# Harlan Ellison
Harlan Jay Ellison (Cleveland, 27 maggio 1934 – Los Angeles, 28 giugno 2018) è stato uno scrittore statunitense di narrativa fantascientifica e fantasy.
Le sue opere letterarie  hanno ricevuto i più importanti premi del settore (7 Hugo, 3 Nebula). Ha scritto episodi per le serie televisive Star Trek e Ai confini della realtà e lavorato come consulente creativo di Babylon 5.

## Biografia
Ellison nacque a Cleveland, nell'Ohio, da una famiglia ebraica, figlio di Louis Laverne Ellison, un dentista e proprietario di una piccola gioielleria, e di Serita Rosenthal, una casalinga. Si trasferì ben presto con la famiglia a Painesville, ma ritornò a Cleveland nel 1949 in seguito alla morte del padre. Più volte Ellison lasciò casa, passando da un lavoro all'altro. Frequentò l'Università statale dell'Ohio per 18 mesi prima di venire espulso per aver colpito un professore.
Nel 1955 si trasferì a New York per intraprendere la carriera di scrittore. Nei due anni successivi pubblicò più di 100 storie brevi e articoli soprattutto relativi alla fantascienza.
Dal 1957 al 1959 prestò servizio militare nell'esercito. Si trasferì a Chicago e poi in California e iniziò a ideare storie per gli show televisivi tra i quali Star Trek (suo l'episodio Uccidere per amore - The City on the Edge of Forever). Nel 1967 curò un'antologia rimasta un punto fermo: Dangerous Visions ("Visioni pericolose"), in cui 32 autori americani e britannici noti e meno noti affrontavano temi fino a quel momento ai margini se non evitati dalla fantascienza, come sesso, incesto, ateismo, anti imperialismo, antimilitarismo, pacifismo. Fra i partecipanti vi erano Lester del Rey, Robert Silverberg, Frederik Pohl, Robert Bloch, lo stesso Harlan Ellison, Brian W. Aldiss, Philip K. Dick, Larry Niven, Fritz Leiber, Poul Anderson, Damon Knight, John Sladek, Kris Neville, R. A. Lafferty, J. G. Ballard, Theodore Sturgeon, John Brunner, Norman Spinrad, Keith Laumer, Roger Zelazny, Samuel R. Delany). Isaac Asimov, nella prefazione, la etichettò come una "Seconda rivoluzione" (dopo la prima rivoluzione che aveva prodotto l'Epoca d'oro della fantascienza).
A questa antologia fece seguito Again, Dangerous Visions, nel 1972.
Viveva a Los Angeles con Susan, la quinta moglie.

## Opere
(elenco parziale)

### Racconti
- «Pentiti Arlecchino!» disse l'uomo del tic-tac ("Repent, Harlequin!" Said the Ticktockman) (Premio Hugo per il miglior racconto breve 1966)
- Non ho bocca, e devo urlare (I Have No Mouth, and I Must Scream), edito anche come Il computer sotto il mondo (Premio Hugo per il miglior racconto breve 1968). Dal racconto è tratto il videogioco I have no mouth and I must scream, sceneggiato dallo stesso Ellison
- La bestia che gridava amore al cuore del mondo (The Beast That Shouted Love at the Heart of the World) (Premio Hugo per il miglior racconto breve 1969)
- Un ragazzo e il suo cane (A Boy and his Dog) (Premio Nebula per il miglior romanzo breve 1969)[6] Da esso sono tratti il film Un ragazzo, un cane, due inseparabili amici per la regia di L.Q. Jones del 1975[7] (Premio Hugo per la miglior rappresentazione drammatica 1976) e il romanzo a fumetti Vic & Blood di Richard Corben.[6]
- L'uccello di morte (The Deathbird) (Premio Hugo per il miglior racconto 1974, Premio Jupiter per il miglior racconto 1974)
- Alla deriva appena al largo delle isolette di Langerhans: latitudine 38° 54' N, longitudine 77° 00' 13" O (Adrift Just Off the Islets of Langerhans: Latitude 38° 54' N, Longitude 77° 00' 13" W) (Premio Hugo per il miglior racconto 1975)
- Jeffty ha cinque anni (Jeffty Is Five) (Premio Hugo per il miglior racconto breve 1978)
- Strange wine (raccolta di racconti, 1978)
  - Introduction: Revealed at Last! What Killed the Dinosaurs! And You Don't Look So Terrific Yourself
  - Croatoan (Premio Locus per il miglior racconto breve 1976)
  - Working With the Little People
  - Killing Bernstein
  - Mom
  - In Fear of K
  - Hitler Painted Roses
  - The Wine Has Been Left Open Too Long and the Memory Has Gone Flat
  - From A to Z, in the Chocolate Alphabet
  - Lonely Women are the Vessels of Time
  - Emissary from Hamelin
  - The New York Review of Bird
  - Seeing
  - The Boulevard of Broken Dreams
  - Strange Wine
  - The Diagnosis of Dr. D'arqueAngel
- L'ombra in caccia nella città sull'orlo del mondo (The Prowler in the City at the Edge of the World)
- La settimana di Novins (Shatterday)
- Frammenti di un folletto di vetro (Shattered Like a Glass Goblin)
- Soldato (Soldier)
- Prova con un coltello smussato (Try a Dull Knife)
- Il guaito dei cani battuti (The Whimper of Whipped Dogs)
- Il paladino dell'ora perduta (Paladin of the Lost Hour) (Premio Hugo per il miglior racconto 1986)
- Mind Fields: The Art of Jacek Yerka, The Fiction of Harlan Ellison (1994)

## Filmografia

### Sceneggiatore
- Route 66 – serie TV, 1 episodio (1963)
- Ripcord – serie TV, 1 episodio (1963)
- Burke's Law – serie TV, 4 episodi (1963-1964)
- Viaggio in fondo al mare (Voyage to the Bottom of the Sea) – serie TV, 1 episodio (1964)
- The Outer Limits – serie TV, 2 episodi (1964)
- The Alfred Hitchcock Hour  – serie TV, 1 episodio (1964)
- Historias para no dormir – serie TV, 1 episodio (1966)
- Tramonto di un idolo (The Oscar), regia di Russell Rouse (1966)
- Organizzazione U.N.C.L.E. (The Man from U.N.C.L.E.) – serie TV, 2 episodi (1966-1967)
- Star Trek – serie TV, 1 episodio (1967)
- Cimarron Strip – serie TV, 1 episodio (1968)
- The Flying Nun – serie TV, 1 episodio (1968)
- Avvocati alla prova del fuoco (The Young Lawyers) – serie TV, 1 episodio (1971)
- Ghost Story – serie TV, 1 episodio (1973)
- The Starlost – serie TV, 16 episodi (1973-1974)
- Un ragazzo, un cane, due inseparabili amici (A Boy and His Dog), regia di L.Q. Jones (1975)
- La fuga di Logan (Logan's Run) – serie TV, 1 episodio (1977)
- Jackpot, regia di Renate Sami e Matthias Weiss (1980)
- The Starlost: The Beginning – film TV (1980)
- The Starlost: Deception – film TV (1980)
- Un salto nel buio (Tales from the Darkside) – serie TV, 1 episodio (1985)
- Ai confini della realtà (The Twilight Zone) – serie TV, 5 episodi (1985-1989)
- Try a Dull Knife, regia di Christopher Flynn (1992)
- The Hunger – serie TV, 1 episodio (1998)
- Silver Surfer – serie TV, 1 episodio (1998)
- Babylon 5 – serie TV, 2 episodi (1998)
- Oltre i limiti (The Outer Limits) – serie TV, 2 episodi (1999-2002)
- Masters of Science Fiction – serie TV, 1 episodio (2007)

### Attore
- The Godson, regia di William Rotsler (1971)
- Psi Factor – serie TV, 1 episodio (1999)
- Masters of Science Fiction – serie TV, 1 episodio (2007)